# Блэк, Клементина
Клементина Блэк (англ. Clementina Black; 27 июля 1853, Брайтон — 19 декабря 1922, там же) — английская писательница, экономист и феминистка.

## Биография
После смерти матери (1875) Блэк осталась старшей в семье (отец был тяжело болен), включавшей шестерых братьев и сестёр. Её сестрой была переводчица Констанс Гарнетт. Она решила зарабатывать на жизнь художественной литературой, в результате чего на свет появился роман «Сассекская идиллия» (1877). Блэк переезжает в Лондон вместе с сестрой Констанс для продолжения карьеры писательницы.
В 1886 году Блэк познакомилась с Элеонорой Маркс. Вместе с подругой они начали работать в Женской лиге тред-юнионов (Women’s Trade Union League). Блэк становится генеральным секретарем организации. В 1894 году Блэк возглавила Женский индустриальный совет (Women’s Industrial Council). Блэк была также деятельным участником Фабианского общества и членом лондонской организации Национального совета женских обществ суфражисток (National Union of Women’s Suffrage Societies).

## Основные экономические произведения
- «Тяжелая промышленность и минимальная заработная плата» (Sweated Industry and the Minimum Wage, 1907);
- «Труд замужних женщин» (Married Women’s Work, 1915).